# RuPaul's Drag U
RuPaul's Drag U (або "Драг Університет") — американське реаліті шоу яке вийшло в ефір 19 липня 2010 року, на телеканалі Logo TV. Остання серія вийшла в серпні 2012 року. Ведучими шоу були RuPaul та команда дрег-квін "профессорів". Drag U є спін-оффом RuPaul's Drag Race. РуПол підтвердив 8 травня 2013 року в Твіттері що шоу було закрите.

## Формат
У кожному епізоді RuPaul's Drag U три жінки гримуются разом з іншими "дівами". Кожна з цих дів оцінюється по шкалі (DPA): Drag transformation, Performance та Attitude adjustment. Перемагає учасник з найбільшою оцінкою DPA. Постійні судді в першому сезоні були "Декан Драгу" Леді Банні та "Декан Танцю" Френк Гатсон мл. У наступних сезонах були "Декан Драгу" Леді Банні 
і різні хореографи були "Деканами Танцю". У кожному епізоді є один знаменитий суддя, який зазвичай є жінкою.

## У ролях
| Професор          | Сезон RuPaul's Drag Race                  | Сезон             | Сезон             | Сезон             |
| Професор          | Сезон RuPaul's Drag Race                  | 1                 | 2                 | 3                 |
| ----------------- | ----------------------------------------- | ----------------- | ----------------- | ----------------- |
| Raven             | 2 Сезон (Друге місце)                     | Основний персонаж | Основний персонаж | Основний персонаж |
| Жужубі            | 2 сезон (3-е місце)                       | Основний персонаж | Основний персонаж | Основний персонаж |
| Shannel           | 1 сезон (4-е місце)                       | Основний персонаж | Основний персонаж | Основний персонаж |
| Морган Макмайклс  | 2 сезон (8-е місце)                       | Основний персонаж | Основний персонаж | Основний персонаж |
| Ongina            | 1 сезон (5-е місце)                       | Основний персонаж | Основний персонаж |                   |
| Таммі Браун       | 1 сезон (8-е місце)                       | Основний персонаж |                   |                   |
| Nina Flowers      | 1 сезон (2-е місце & Міс Конгеніальність) | Основний персонаж |                   |                   |
| Manila Luzon      | 3 сезон (2-е місце)                       |                   | Основний персонаж | Основний персонаж |
| Pandora Boxx      | 2 сезон (5-е місце & Міс Конгеніальність) |                   | Основний персонаж | Основний персонаж |
| Mariah            | 3 сезон (9-е місце)                       |                   | Основний персонаж | Основний персонаж |
| Бібі Захара Бенет | 1 сезон (1 місце)                         |                   | Основний персонаж |                   |
| Кармен Каррера    | 3 сезон (5-е місце)                       |                   | Основний персонаж |                   |
| Tyra Sanchez      | 2 сезон (переможець)                      |                   | Основний персонаж |                   |
| Latrice Royale    | 4 сезон (4-е місце & Міс Конгеніальність) |                   |                   | Основний персонаж |
| Чад Майклз        | 4 сезон (2-е місце)                       |                   |                   | Основний персонаж |
| Raja              | 3 сезон (переможець)                      |                   |                   | Основний персонаж |
| Алексис Матео     | 3 сезон (3-е місце)                       |                   |                   | Основний персонаж |
| Delta Work        | 3 сезон (7-е місце)                       |                   |                   | Основний персонаж |
| Sharon Needles    | 4 сезон (переможець)                      |                   |                   | Основний персонаж |
| Віллам            | 4 сезон (7-е місце)                       |                   |                   | Основний персонаж |